# Riccardo Bobbo
Riccardo Bobbo, né le 10 mai 1999 à Mirano, est un coureur cycliste italien.

## Biographie
Riccardo Bobbo est né à Mirano en Vénétie, d'un père officier et d'une mère infirmière. Il a un frère et une sœur. D'abord pratiquant de natation, il commence finalement le cyclisme à l'âge de treize ans.
Chez les juniors, il est vainqueur du classements des sprints au Giro della Lunigiana et troisième du championnat d'Italie sur route en 2017. Il fait ensuite ses débuts dans les rangs espoirs en 2018 au sein de l'équipe Zalf Euromobil Désirée Fior.
En 2019, il se distingue au sprint en remportant une étape au Tour de Serbie puis au Tour de Szeklerland, en Roumanie. Il est également stagiaire en fin de saison chez la Team Novak. L'année suivante, il rejoint NTT Continental, réserve de l'équipe World Tour NTT Pro Cycling. Son seul résultat est une cinquième place d'étape au sprint sur le Tour d'Italie espoirs. 

## Palmarès
- 2017
  - 3e du championnat d'Italie sur route juniors
- 2019
  - 3eb étape du Tour de Serbie
  - 1re étape du Tour de Szeklerland

## Classements mondiaux
| Année                                 | 2019  | 2020 | 2021  |
| ------------------------------------- | ----- | ---- | ----- |
| Classement mondial                    | 1864e | nc   | 2068e |
| UCI Europe Tour                       | 1228e | nc   | 1403e |
|                                       |       |      |       |
| Légende : nc = non classéSource : UCI |       |      |       |